# Titanijev karbid
Titanijev karbid (TiC) je izuzetno tvrdi (po Mohsovoj ljestvici tvrdoća iznosi od 9 do 9,5) keramički materijal, po svojstvima sličan volframovom karbidu. Uglavnom se koristi kod svrdla za bušenje. Izgled ima kao crni prah, s plošno centriranom kubičnom kristalnom rešetkom, slično kao natrijev klorid. Koristi se i za dobivanje meterijala kermet (keramika + metal), pločica iz tvrdog metala koje se koriste za rezne alate.
Otpornost na trošenje, koroziju i oksidaciju materijala na osnovi volframovog karbida i kobalta, može se povećati dodavanjem 6 do 30% titanijevog karbida, ali mu se povećava i krhkost, te smanjuje otpornost na lom materijala. Svrdla za bušenje od brzoreznog čelika bez dodatka volframa, mogu biti proizvedena dodavanjem titanijevog karbida u osnovu nikla i kobalta, povećavajući mu time brzinu rezanja, točnost i bolju površinsku obradu. Taj se materijal naziva ponekad visoko tehnološka keramika (engl. High-tech ceramic), a koristi se i za toplinsku zaštitu kod povratka svemirskih letjelica u Zemljinu atmosferu. Ako se titanijev karbid polira, može se koristiti za satove koji su otporni na grebanje.

## Primjena
Najveća primjena titanijevog karbida je za tvrde prevlake na alatima kod alatnih strojeva, kao što su svrdla za bušenje i glodala, kojima se vijek trajanja povećava za 3 ili više puta. 

### Površinske prevlake
Tvrde zaštitne prevlake tanki su slojevi materijala koji štite površinu alata ili konstrukcijskih dijelova od trošenja. To je dio tzv. metalurških prevlaka koje općenito karakterizira velika tvrdoća, visoko talište, kemijska otpornost i mali faktor trenja. Za tvorbu tvrdih prevlaka pogodno je više anorganskih (keramičkih) materijala koji se prema vrsti kemijske veze dijele u 3 skupine:
- Al2O3, ZrO2, TiO2 (prevladava ionska veza),
- SiC, AlN, dijamant, B4C (prevladava kovalentna veza),
- TiN, TiC, WC (prevladava metalna veza).

Učinkovitost tvrdih prevlaka može se povećati primjenom višeslojnog prevlačenja. Tvrde (metalurške) prevlake mogu se nanositi po jednom od postupaka koji spadaju u skupinu CVD (kemijsko nanošenje iz parne faze) ili PVD (fizikalno nanošenje iz parne faze). Prvi se postupci obično provode pri znatno višim temperaturama (najčešće od 800 ºC do 1000 ºC), a drugi pri temperaturama 200 ºC do 500 ºC, što je važno za svojstva toplinski otvrdnute podloge (npr. alata, strojnog dijela itd.).

### Prevlačenje u parnoj fazi
U posljednje je vrijeme posebno snažan razvoj i primjena postupaka prevlačenja u parnoj fazi na području izrade konstrukcijskih elemenata i alata u cilju povećanja njihove otpornosti i trajnosti. Osim na području izrade elemenata mikroelektronike i optike, posebno je prisutan razvoj na području tvrdih triboloških slojeva. Prevučeni slojevi na strojnim dijelovima, a posebno na alatima, imaju niži koeficijent trenja i višestruko dulju trajnost nego dijelovi bez prevlačenja.
Postupcima prevlačenja u parnoj fazi nanose se stabilni i tvrdi koji spadaju u podskupine neoksidne keramike (TiC, TiN, TiCN, TiAlN, TiAlCN, B4C, SiC), oksidne keramike (Al2O3, TiO2), metaloorganskih spojeva Me:CH (W97C3), te dijamantu sličnog ugljika ili DLC (engl. Diamond Like Carbon). Postoje postupci kemijskog prevlačenja u parnoj fazi (CVD), fizikalnog prevlačenja u parnoj fazi (PVD), te plazmom potpomognuti postupci kemijskog prevlačenja u parnoj fazi (PA CVD):

#### Postupak kemijskog prevlačenja u parnoj fazi
Postupak kemijskog prevlačenja u parnoj fazi ili CVD (engl. Chemical Vapour Deposition) provodi se pri temperaturama oko 1000 ºC i primjenjuje se najčešće za sinterirane tvrde metale. Budući da je prethodno sinteriranje provedeno na višim temperaturama, pri postupku CVD ne nastaju promjene mikrostrukture i dimenzija. Prevlačenje alatnih čelika po ovom postupku povezano je s tehnološkim poteškoćama, koje su vezane uz potrebu naknadnog kaljenja osnovnog materijala ispod prevlake, pri čemu se dešavaju promjene dimenzija, a nužna je i primjena vakuumskih peći.

#### Postupak fizikalnog prevlačenja u parnoj fazi
Postupak fizikalnog prevlačenja u parnoj fazi ili PVD (engl. Physical Vapour Deposition) provodi se pri znatno nižim temperaturama (oko 500 ºC), što omogućuje prevlačenje alata koji su izrađeni od brzoreznog alatnog čelika i alatnih čelika za topli rad, koji su prethodno kaljeni i popušteni iznad 500 ºC (poboljšanje), te obrađeni na konačne dimenzije. Alati za obradu metala rezanjem (svrdla, glodala), alati za oblikovanje deformacijom (trnovi, matrice), alati za tlačno lijevanje metala (cilindri, kokile), kao i alati za oblikovanje polimernih proizvoda (napose s abrazivnim punilima), najčešći su primjer primjene postupaka prevlačenja tribološkim slojevima. 

#### Postupak kemijskog prevlačenja u parnoj fazi potpomognut plazmom
Postupak kemijskog prevlačenja u parnoj fazi potpomognut plazmom ili PA CVD (engl. Plasma Assisted Chemical Vapour Deposition) uključuje elemente osnovnih procesa svojstvenih za CVD i PVD postupke, što omogućuje sniženje temperature postupka do oko 200 ºC. Time se proširuje primjena i na alatne čelike za hladni rad, koji imaju malu otpornost prema popuštanju, te se popuštaju pri niskim temperaturama.